# Mariakapel (Geijsselberg)
De Mariakapel van Geijsselberg is een zeer oude veldkapel, gelegen aan de Grotestraat te Well.
De kleine kapel, niet veel meer dan een klein huisje waar een of twee personen in kunnen neerknielen, werd in 1660 gebouwd door de eigenaar van de Grote Waay, een boerderij te Knikkerdorp. Hier kruisten zich twee wegen. De weg die naar het Maasveer leidde is er niet meer. Langs deze weg liepen bedevaartgangers naar Kevelaer. Zij konden hier even uitrusten.
Het bakstenen gebouwtje heeft een driezijdig gesloten koor. Een venster, vroeger met een traliewerk afgeschermd, gaf uitzicht op een Mariabeeld in een nis.
Het kapelletje is gelegen naast een boom. Het is geklasseerd als Rijksmonument.